# Sztafeta 4 × 200 metrów
Sztafeta 4 × 200 metrów – konkurencja lekkoatletyczna, rozgrywana wyłącznie podczas mityngów, najczęściej halowych, gdzie każdy z zawodników pokonuje dystans jednego okrążenia.